# Rasa Mažeikytė
Rasa Mažeikytė (Klaipėda, 31 de març de 1976) és una ciclista lituana que combinà el ciclisme en pista amb la carretera. Del seu palmarès destaca una medalla als Campionats del món en pista, i diferents victòries a la Copa del món.

## Palmarès
- 1997
  -  Campiona d'Europa sub-23 en Persecució
- 1998
  -  Campiona d'Europa sub-23 en Persecució

### Resultats a laCopa del Món en pista
- 1997
  - 1a a Trexlertown, en Persecució
- 1998
  - 1a a Hyères, en Persecució
- 1999
  - 1a a la Classificació general i a les proves de Cali i Londres, en Persecució
- 2002
  - 1a a Cali, en Persecució